# Christian Heinrich von Günzler

Christian Heinrich von Günzler

Christian Heinrich Günzler, ab 1836 von Günzler, (* 15. August 1758 in Stuttgart; † 18. Mai 1842 ebenda) war ein deutscher Verwaltungsjurist.

## Leben und Beruf
Christian Heinrich Günzler besuchte von 1768 bis 1776 das Gymnasium illustre in Stuttgart, von 1776 bis 1780 studierte er Rechtswissenschaften in Tübingen. Von 1780 bis 1786 war er Kanzleiadvokat, daneben vertrat er häufig seinen Vater in dessen Dienstgeschäften als Amtsoberamtmann in Stuttgart. 1786 wurde er Amtsverweser und von 1786 bis 1799 dann Amtsoberamtmann beim Amtsoberamt Stuttgart. Von 1799 bis 1805 war er Stadtoberamtmann und Regierungsrat in Stuttgart und in dieser Zeit auch Mitglied des herzoglichen Wechselgerichts. 
Bereits 1804 bemühte sich Günzler nach Eingriffen der kurfürstlichen Regierung in seine Amtsgeschäfte um Versetzung. 1805 bis 1821 war er schließlich Oberamtmann mit Regierungsratscharakter beim Oberamt Nürtingen. 1821 scheidet er alters- und krankheitshalber aus dem Dienst aus. Von 1821 bis 1842 wirkte er als Mitglied der Aktenausscheidungskommission in Stuttgart. Er war Direktor des Stuttgarter Kreditvereins und Mitglied der Zentralleitung des Wohltätigkeitsvereins.

## Ehrungen, Nobilitierung
Christian Heinrich Günzler wurde 1801 mit dem Ehrenbürgerrecht der Stadt Stuttgart geehrt, er war damit erster Ehrenbürger von Stuttgart. Gleichzeitig erhielt er die Große Stadtmedaille der Stadt Stuttgart in Gold. 1825 ehrte man ihn mit einer goldenen Medaille für seine Tätigkeit in der Aktenausscheidungskommission. 1836 wurde er mit dem Ritterkreuz des Ordens der württembergischen Krone ausgezeichnet, welches mit dem persönlichen Adelstitel (Nobilitierung) verbunden war.